# کنستانتین خانین
کنستانتین «کوستیا» میخائیلوویچ خانین (روسی: Константин Михайлович Ханин) یک ریاضیدان و فیزیکدان روس است. خانین دکترای خود را از انستیتوی فیزیک نظری لاندو در مسکو دریافت کرد، جایی که تا سال ۱۹۹۴ به عنوان یک پژوهشگر به کار خود ادامه داد. پس از آن، وی در دانشگاه پرینستون، در انستیتوی اسحاق نیوتن در کمبریج و همچنین در دانشگاه هریوت وات، قبل از آغاز کارش به عنوان هیئت علمی در دانشگاه تورنتو تدریس کرد. خانین یکی از سخنرانان دعوت شده در کنگره اروپایی ریاضیات در بارسلونا در سال ۲۰۰۰ و یکی از اعضای بنیاد سیمونز در سال ۲۰۱۳ بود. وی در سال ۲۰۱۷ صندلی ژان مورلت را در مرکز بین‌المللی در کنگرهٔ ریاضیات به دست آورد و او یکی از سخنرانان مدعو در کنگره بین‌المللی ریاضیدانان در سال ۲۰۱۸ در ریو دوژانیرو بود.

## لینک های مرتبط اینترنتی
- تارنامای رسمی خانین در دانشگاه تورنتو
- تارنمای خانین در پایگاه مَت نِت
- لیست انتشارات خانین در تارنمای موسسه لانداو[پیوند مرده]